# Chimezie Metu
Chimezie Metu   (Los Angeles, 22 de març de 1997) és un jugador de bàsquet nord-americà, d'ascendència nigeriana, que pertany a la plantilla del FC Barcelona de la lliga ACB. Amb 2,08 metres d'alçada, juga indistintament en les posicions d'aler-pivot o de pivot.